# The Sound and the Fury (film 2014)
The Sound and the Fury è un film del 2014 diretto da James Franco.
Film drammatico statunitense basato sul libro L'urlo e il furore (The Sound and the Fury) di William Faulkner (1929). Dal romanzo di Faulkner era stato già realizzato un film, L'urlo e la furia diretto da Martin Ritt nel 1959.